# Hallasan
Hallasan (en coreano: 한라산)  es un volcán en escudo en la Isla de Jeju en el país asiático de Corea del Sur. Hallasan es la montaña más alta de Corea del Sur. El área alrededor de la montaña fue declarada parque nacional, con la denominación de "Parque Nacional Hallasan" (Hallasan Gungnip Gongwon/한라산국립공원/漢拏山國立公園). Hallasan es comúnmente considerado como una de las tres principales montañas de Corea del Sur, siendo Jirisan y Seoraksan las otras dos.
Hallasan es un volcán en escudo masivo que forma la mayor parte de la isla de Jeju y es considerado a menudo como si representara la propia isla. Hay un dicho local, que afirma que "la isla de Jeju es Hallasan, y es Hallasan de Jeju".